# 川崎市立苅宿小学校
川崎市立苅宿小学校（かわさきしりつ　かりやどしょうがっこう）は、神奈川県川崎市中原区苅宿にある公立小学校。略称は「苅小」である。

## 概要
川崎市中原区内の、苅宿、西加瀬、大倉町、木月住吉町の一部、市ノ坪の一部を学区としている。重点課題の一つに、「開かれた学校の推進」をあげている。なお、当小学校の学区全域が川崎市立住吉中学校の学区である。

## 沿革

### 年表
- 1956年（昭和31年）
  - 日付不明 - 東住吉小学校より独立設立許可[4]。
  - 12月24日 - 入校式挙行[5]。
- 1957年（昭和32年） - 開校式挙行。運動場埋め立て工事完了[4]。
- 1958年（昭和33年） - 聾学校校舎移転完了[4]。
- 1960年（昭和35年） - 聾学校校舎撤去[4]。
- 1962年（昭和37年）6月19日 - 児童の多くが腹痛と発熱を訴え、平間小学校と合わせて622人が集団欠席。同月23日まで学校閉鎖[6]。
- 1964年（昭和39年） - 校旗完成[4]。
- 1966年（昭和41年） - 校歌制定。10周年記念式典[4]。
- 1969年（昭和44年） - 体育館落成記念式典[4]。
- 1971年（昭和46年） - 全教室にテレビ設置[4]。
- 1976年（昭和51年） - スタジオ完成。プール完成。自然園完成。20周年記念式典。[4]
- 1979年（昭和54年） - 全教室カラーテレビ化。[4]
- 1984年（昭和59年） - 体育館放送設備改修。米飯給食開始。[4]
- 1985年（昭和60年） - 30周年を祝う会開催。[4]
- 1987年（昭和62年） - 新校舎完成。プレハブ校舎より新校舎移転。[4]
- 1988年（昭和63年） - 新体育館完成。遊具、外柵等完成。校庭整地工事完成。創立30周年並びに校舎、体育館落成記念式典。[4]
- 2009年（平成21年） - 全教室に50インチ撤去の配置。教室用パソコンの設置。[4]
- 2010年（平成22年） - 教室用パソコンがすべてインターネット接続可能に（校内LAN整備）。文部科学省 「トイレ快適化」工事完了。[4]
- 2012年（平成22年） - 教室の増築工事完了（3年3組）。[4]
- 2013年（平成25年）5月中旬 - 校舎増築工事開始。[4]
- 2014年（平成26年） - 校舎増築完成。飼育小屋完成。[4]
- 2015年（平成27年） - コミュニティスクール開始。[4]
- 2016年（平成28年） - 60周年記念オープニング集会開催。けやきの木伐採。[4]
- 2017年（平成29年） - 60周年記念フィナーレ集会開催。[4]

## 教育目標
心やさしく、他者を理解する子
自ら学び、判断し、行動する子
心も体も健康に生活する子

## 通学地域
苅宿、西加瀬、大倉町、木月住吉町19番5～19、32～38号、市ノ坪284～370、378～399、432、484～579番地

## 交通アクセス
JR南武線：平間駅より徒歩14分。
東急東横線：元住吉駅より徒歩12分。